# Ponthion
Ponthion település Franciaországban, Marne megyében. Lakosainak száma 103 fő (2022. január 1.). Ponthion Blesme, Brusson, Le Buisson, Dompremy, Heiltz-l’Évêque, Outrepont és Plichancourt községekkel határos.

## Népesség
A település népességének változása:
| Lakosok száma | 122  | 109  | 117  | 110  | 115  | 113  | 109  | 106  | 105  | 103  |
|               | 1968 | 1982 | 1990 | 2006 | 2013 | 2015 | 2017 | 2019 | 2020 | 2022 |